# Calocarididae
Famille
Calocarididae est une famille de crustacés décapodes.

## Liste des genres et espèces
Selon ITIS (1 nov. 2010) :
- genre Ambiaxius Sakai & de Saint Laurent, 1989
- genre Calastacus Faxon, 1893
- genre Calaxiopsis Sakai & de Saint Laurent, 1989
- genre Calocaris Bell, 1853
- genre Eucalastacus Sakai, 1992
- genre Lophaxius Kensley, 1989